# BTA Bank
Die BTA Bank (kasachisch БТА Банкі, russisch БТА Банк) ist ein ehemaliges kasachisches Kreditinstitut und heutiges Finanzunternehmen mit Hauptsitz in Almaty. Im Zuge der Finanzkrise geriet die Bank in erhebliche wirtschaftliche Schwierigkeiten und musste im Februar 2009 durch den kasachischen Staat gerettet werden. 2014 wurde sie an die Kazkommertsbank und den Geschäftsmann Kenges Raqyschew verkauft. Im Juni 2015 gab sie freiwillig ihre Banklizenz zurück, seither bestehen die Aktivitäten des Unternehmens in der Verwaltung der Schulden der ehemaligen Bank.

## Aktivitäten
Die Bank arbeitet im Firmen- und Privatkundengeschäft und anderen Bereichen der Finanzbranche. Die russische АМТ Bank und die kasachische Temirbank gehören der Bank. Die BTA Bank unterhält Tochterunternehmen in Georgien, Belarus, Armenien, der Ukraine und der Türkei. Zudem hat die BTA Bank mehrere andere Finanzunternehmen in ihrem Besitz.

## Geschichte

### Anfänge der Bank
Die Geschichte der BTA Bank geht zurück bis ins Jahr 1925, als die russische Prombank eine Abteilung in Kasachstan eröffnete. Am 7. Juni 1932 wurde per Dekret der Regierung der kasachischen SSR beschlossen, eine regionale Bankfiliale in Almaty auf der Grundlage des Vermögens der Prombank zu eröffnen. Diese sollte vor allem die Entwicklung der Bau- und Elektrizitätsbranche finanzieren.
Am 24. Juli 1991 wurde auf Beschluss der Führung der Kasachischen Sozialistischen Sowjetrepublik die Turanbank als Aktiengesellschaft gegründet. Vorsitzender der neuen Bank mit insgesamt 66 Niederlassungen war Oraz Beysenov. Im August 1992 wurde die Vnesheconombank durch die kasachische Regierung in Bank of Foreign Economic Activities of the Republic of Kazakhstan Alem Bank Kazakhstan umbenannt. Über die Jahre hinweg war die Alem Bank Händler der Regierung um ausländische Anleihen unter staatlicher Garantie einzuholen.
Die Regierung Kasachstans entschied sich am 15. Januar 1997 für eine Umstrukturierung der beiden Kreditinstitute Turanbank und AlemBank Kazakhstan. Die beiden Banken wurden zu der Bank TuranAlem zusammengelegt und als geschlossene Aktiengesellschaft dem kasachischen Finanzministerium unterstellt. Am 1. Oktober 1998 erfolgte die Privatisierung durch die Umwandlung in eine offene Aktiengesellschaft.
Zum neuen Vorstandsvorsitzenden wurde im Mai 2005 der kasachische Manager und Geschäftsmann Muchtar Äbljasow (2005–2009) gewählt. Unter ihm begann die BTA Bank eine aggressive Durchführung ihrer Pläne, um finanzielle Erfolge in den Märkten der Staaten der Gemeinschaft Unabhängiger Staaten zu erreichen. 2006 gelang er, Mehrheitsanteile an der Temirbank und an der Versicherungsgesellschaft Insurance company London-Almaty.

Logo der Bank TuranAlem bis 2008

Im Februar 2008 wurde der Auftritt der Bank unter dem neuen Namen BTA Bank geführt. Sie war nach Bilanzsumme, Kapital und Gewinn die größte Bank Kasachstans.

### Finanzkrise
Im Zuge der Weltfinanzkrise geriet die BTA Bank in erhebliche Schwierigkeiten. Anfang 2008 hatte die Bank rund 17 Milliarden Dollar Schulden angehäuft und war faktisch zahlungsunfähig. Um die Bank vor dem Bankrott zu bewahren, hat die kasachische Staatsholding Samruk-Kazyna alte Aktien der BTA Bank aufgekauft und neue Aktien herausgegeben. Samruk-Kazyna erwarb 2009 so 75,1 Prozent der Anteile und verschaffte ihr 251,3 Milliarden Tenge zusätzliches Kapital. Am 20. April 2009 hatte die Bank schließlich alle Schuldenrückzahlungen eingestellt, woraufhin die Ratingagentur Standard & Poor’s die Kreditwürdigkeit auf die niedrigste Stufe D herabgesetzt hatte. Am 25. September wurden die Stammaktien an der Kasachischen Börse vom Handel suspendiert.
In den Jahren 2009 bis 2010 wurde versucht, das angeschlagene Institut zur restrukturieren. Die Verschuldung konnte auf 4,2 Milliarden US-Dollar gesenkt werden, der Anteil von Samruk-Kazyna wurde auf 81,48 erhöht. 2011 verschlechterten sich die Finanzlage und die Liquidität derart, dass ein zweiter Umstrukturierungsprozess in Gang gesetzt wurde. Die Umstrukturierung war nach Lehman Brothers und Dubai World eine der größten Restrukturierungen eines Finanzinstituts während der Finanzkrise. Ende 2012 waren insgesamt 97,3 der Bankanteile im Besitz von Samruk-Kazyna.
Im Februar 2014 wurde bekannt, dass die BTA Bank und die Kazkommertsbank bis Ende des Jahres zur größten Bank Zentralasiens fusionieren werden. Die Kazkommertsbank wird 46,5 Prozent der BTA-Anteile von der kasachischen Staatsholding Samruk-Kasyna übernehmen, weitere 46,5 Prozent kauft der derzeitige Aufsichtsratsvorsitzende Kenges Raqyschew, einer der größten Privatinvestoren Kasachstans. Die Kazkommertsbank und Raqyschew werden ihre Anteile für jeweils 72 Milliarden Tenge (rund 465 Mio. US-Dollar) erwerben.

## BTA Group

BTA Group weltweit

Die BTA Group unterhielt folgende Tochterunternehmen in Asien und Europa (Stand April 2014):
- BTA-Kazan OJSC (Kasan, Russland)
- BTA Bank PJSC (Kiew, Ukraine)
- BTA Bank CJSC (Minsk, Belarus)
- BTA Bank JSC (Tiflis, Georgien)
- BTA Bank CJSC (Jerewan, Armenien)
- Şekerbank T.A.Ş. (Istanbul, Türkei)
- BTA Ipoteka JSC (Almaty, Kasachstan)
- SPF UlarUmit JSC  (Almaty, Kasachstan)
- Zhetysu Pension Assets Investment Management Organization JSC (Almaty, Kasachstan)
- BTA Securities JSC (Almaty, Kasachstan)
- SLIC BTA Bank BTA Zhizn JSC (Almaty, Kasachstan)
- BTA Insurance SC of the BTA Bank JSC (Almaty, Kasachstan)
- Insurance company London-Almaty (Almaty, Kasachstan)
- JSC National Joint-Stock Insurance Company Oranta (Kiew, Ukraine)
- Titan-Inkassatsia LLP (Almaty, Kasachstan)
- AlemCard LLP (Almaty, Kasachstan)